# Kypello Ellados 1949-1950
La Coppa di Grecia 1949-1950 è stata l'8ª edizione del torneo. La competizione è terminata ll 28 maggio 1950. L'AEK Atene ha vinto il trofeo per la quarta volta, battendo in finale l'Aris Salonicco.

## Ottavi di finale
| Squadra 1        | Risultato    | Squadra 2       |
| ---------------- | ------------ | --------------- |
| Olympiacos       | 0 – 0 (dts)  | AEK Atene       |
| Panathīnaïkos    | 2 – 0        | Panelefsiniakos |
| Paniōnios        | 2 – 1        | Fostiras        |
| Panachaïkī       | 0 – 2 a tav. | Ethnikos Pireo  |
| PAOK             | 2 – 1        | Makedonikos     |
| Ergotelīs        | 0 – 2        | Apollōn Smyrnīs |
| Olympiakos Volos | 1 – 2        | Īraklīs         |
| Elpida Drama     | 1 – 3        | Arīs Salonicco  |

Rigiocata
| Squadra 1 | Risultato | Squadra 2  |
| --------- | --------- | ---------- |
| AEK Atene | 2 – 0     | Olympiacos |

## Quarti di finale
| Squadra 1      | Risultato   | Squadra 2       |
| -------------- | ----------- | --------------- |
| Panathīnaïkos  | 1 – 0 (dts) | Īraklīs         |
| AEK Atene      | 2 – 2 (dts) | Apollōn Smyrnīs |
| Ethnikos Pireo | 2 – 1 (dts) | Paniōnios       |
| Arīs Salonicco | 3 – 3 (dts) | PAOK            |

Rigiocate
| Squadra 1       | Risultato   | Squadra 2      |
| --------------- | ----------- | -------------- |
| Apollōn Smyrnīs | 0 – 0 (dts) | AEK Atene      |
| PAOK            | 1 – 3       | Arīs Salonicco |

## Semifinali
| Squadra 1      | Risultato   | Squadra 2      |
| -------------- | ----------- | -------------- |
| Arīs Salonicco | 2 – 1       | Ethnikos Pireo |
| AEK Atene      | 1 – 1 (dts) | Panathīnaïkos  |

Rigiocata
| Squadra 1 | Risultato | Squadra 2     |
| --------- | --------- | ------------- |
| AEK Atene | 3 – 1     | Panathīnaïkos |

## Finale
| Arbitro: | Sotiris Asprogerakas |

|                                                           |           |  |
| Maropoulos 6’ Arvanitis 45’ Kountouris 63’ Kountouris 67’ | Marcatori |  |